# Jabberd2
jabberd2 — модульный XMPP-сервер, написанный на языке Си, код проекта был опубликован как свободное программное обеспечение под лицензией GNU General Public License. Прекратил развитие в феврале 2019 года.
Предшественником считается более ранний XMPP-сервер jabberd14, но оба проекта имели независимую друг от друга кодовую базу. Некоторые из идей, использовавшихся в проекте в начале его развития, принадлежали Джереми Миллеру, создателю протокола Jabber, однако первоначальный код был написан в основном Робом Норрисом (Rob Norris). Некоторое время проект был заброшенным, пока Томаш Стерна (Tomasz Sterna) не подхватил руководство проектом. Бывшие разработчики — Джастин Кирби (Justin Kirby, был лидером проекта), Стефан Маркар (Stephen Marquard, был координатором проекта), Саймон Уилкинсон (Simon Wilkinson, добавил поддержку интерфейса GSSAPI).
Jabberd2 мог использовать базы данных Berkeley DB, MySQL, PostgreSQL для хранения сообщений и сервера LDAP для хранения учётных записей пользователей, равно как и другие методы. Модульность сервера заключается в том, что он состоял из нескольких взаимодействующих исключительно по сети компонентов, то есть компоненты могли быть разнесены на разные узлы для повышения производительности.
По данным IMtrends доля jabberd2 среди XMMP/Jabber-серверов составляла на начало 2013 года около 7 %.